# جون س. أوكسلي
جون س. أوكسلي (بالإنجليزية: John C. Oxley)‏ هو لاعب البولو أمريكي، ولد في 24 يناير 1937 في تلسا في الولايات المتحدة.